# Квинт Цецилий Метелл Македонский
Квинт Цеци́лий Мете́лл Македо́нский (лат. Quintus Caecilius Metellus Macedonicus; родился, предположительно, в 188 году до н. э. — умер в 115 году до н. э., Рим, Римская республика) — древнеримский военачальник и политический деятель из плебейского рода Цецилиев Метеллов. Во время своей претуры (148 год до н. э.) он подавил восстание Андриска на Балканах и сделал Македонию римской провинцией, а в 146 году одержал первые победы в Ахейской войне. В 143 году до н. э. Метелл стал консулом. В 142 году добился ряда крупных успехов в войне с кельтиберами в Испании. С этого времени Метеллы стали самым влиятельным аристократическим семейством Рима, а Квинт Цецилий стал одним из руководителей консервативной «фракции» в сенате, противостоявшей Публию Корнелию Сципиону Эмилиану. Увенчала его карьеру цензура в 131 году до н. э.

## Биография

### Происхождение
Метелл Македонский принадлежал к плебейскому роду Цецилиев, происходившему, согласно легенде, от сына бога Вулкана Цекула, основателя города Пренесте. Первым из Цецилиев достиг консульства (в 284 году до н. э.) прадед Квинта — Луций Цецилий Метелл Дентер. Отцом Квинта был консул 206 года до н. э. того же имени, дядей — Марк Метелл, известный как автор плана покинуть Италию после Канн, поддержанного многими представителями аристократической молодёжи. Младшим братом Метелла Македонского был Луций Цецилий Метелл Кальв.

### Начало карьеры
Рождение Квинта Цецилия датируют предположительно 188 годом до н. э. В 168 году до н. э. он участвовал в Третьей Македонской войне под командованием Луция Эмилия Павла. После разгрома македонян при Пидне Метелл вместе с сыном проконсула Квинтом Фабием Максимом Эмилианом и Луцием Корнелием Лентулом был отправлен в Рим с сообщением о победе. Правда, источники утверждают, что к моменту прибытия вестников римляне уже обо всём знали: новость якобы или распространилась сама собой среди зрителей в цирке, или была принесена Диоскурами.

### Претура и пропретура
В следующий раз Квинт Цецилий упоминается в источниках уже спустя 20 лет. В 148 году до н. э. он стал претором и в этом качестве получил назначение на Балканы, где началась Четвёртая Македонская война: некий Андриск объявил себя сыном царя Персея Филиппом, поднял восстание, установил контроль над всей Македонией и большей частью Фессалии и уничтожил отряд претора Публия Ювенция. Метелл, действуя при поддержке пергамского флота, вторгся в Македонию.
Восставшие, поддержанные фракийцами, одержали победу в первой кавалерийской схватке, но в дальнейшем в армии Андриска началась дезорганизация из-за внутренних распрей и дезертирства. Псевдо-Филипп совершил серьёзную ошибку, отправив часть армии в Фессалию. В решающем сражении при Пидне (на месте победы двадцатилетней давности) Метелл разгромил противника; во многом это стало следствием перехода на сторону римлян военачальника Телеста с почти всей конницей. Согласно Евтропию, здесь погибли 25 тысяч македонян и фракийцев. Андриск бежал во Фракию и вернулся с новым войском, но опять был разбит. После этого фракийцы потеряли веру в победу своего союзника и в конце концов династ Бизий выдал его Метеллу.
Закончив войну, Квинт Цецилий по приказу сената занялся организацией новой римской провинции Македония. В её состав вошли помимо территории четырёх республик, образованных после разгрома Персея, Эпир, Южная Иллирия и Ионические острова.
Аннексия Македонии была воспринята другими зависимыми от Рима государствами в этом регионе как удар против них. В частности, обострились отношения с Ахейским союзом, пытавшимся в эти годы подчинить Спарту. Метелл, будучи уже пропретором, дважды запрещал ахейцам начинать войну со спартанцами, но безрезультатно. Когда сенатская комиссия потребовала от руководства Ахейского союза возвращения к границам 201 года до н. э., в Греции резко усилились антиримские настроения; оскорбление римских послов стало поводом к началу Ахейской войны.
Сенат поручил ведение войны консулу 146 года до н. э. Луцию Муммию. Тем не менее военные действия начал Квинт Цецилий: согласно одним источникам, по приказу из Рима, согласно другим — самовольно, рассчитывая закончить войну до прибытия консула. Вероятно, его первоначальной целью было просто защитить фессалийский город Гераклея на Эте, осаждённый ахейцами и фиванцами. Узнав о приближении пропретора, союзники начали спешное отступление, даже не попытавшись занять оборону в Фермопилах, но Метелл догнал их у Скарфея в Локриде и нанёс им серьёзный урон: только в плен попала тысяча греков, а их командующий Критолай пропал без вести. При Херонее Квинт Цецилий уничтожил отряд аркадян; после этого какое-либо сопротивление Риму в Средней Греции прекратилось.
Метелл старался вести себя мягко: так, в Беотии он приказал не разрушать ни храмы, ни частные жилища, никого не убивать и не ловить тех, кто спасается бегством. Он предложил ахейцам заключить мир, но те ответили отказом и решили обороняться на Истме, мобилизовав для этого всех свободных мужчин Пелопоннеса и даже освободив 12 тысяч рабов. Когда Метелл уже собирался атаковать Истм, прибыл Луций Муммий, который тут же отослал Квинта Цецилия вместе с его армией в Македонию, а потом одержал решительную победу при Левкопетре и взял Коринф. В результате слава завоевателя Греции досталась Муммию, хотя некоторые источники утверждают, что основная заслуга принадлежала скорее Метеллу.
По возвращении в Рим Квинт Цецилий справил триумф над Андриском и получил агномен Македонский.

### Консульство и война в Испании
Несмотря на военные заслуги, Квинт Цецилий был крайне непопулярен в Риме из-за своей жестокости. Поэтому он дважды проигрывал консульские выборы и был близок к полному краху карьеры: три поражения считались в Риме окончательным провалом. В 144 году до н. э. Метелл всё же добился избрания, и, вероятно, этим «запоздалым успехом» он был обязан появлению сильной поддержки — возможно, со стороны консула этого года Луция Аврелия Котты, чьи предки могли быть связаны с предками Квинта Цецилия узами дружбы и политических союзов.
Консульской провинцией Метелла стала Ближняя Испания, которую он получил путём жеребьёвки. Здесь ему пришлось воевать с кельтиберами: Евтропий говорит, что Квинт Цецилий вёл эту войну блестяще. Он попытался взять город Кентобрига, но защитники поставили перед осадными орудиями детей одного из перебежчиков, находившегося в римском лагере; тогда Метелл снял осаду, и под впечатлением от его благородства без боя сдались и Кентобрига, и другие города. В одном из сражений консул одержал победу, организовав искусственное наводнение и затопив таким образом вражеский лагерь; в другом — распространив во время марша ложный слух о засаде.
В следующем году командование Метелла было продлено благодаря консулам, одним из которых был его брат. Квинт Цецилий атаковал город Контребия, столицу кельтиберов, но не смог его взять. Ряд источников рассказывает об упорных боях под этим городом: пять когорт, оттеснённых врагом со своих позиций, проконсул отправил в контратаку, объявив, что каждый, вернувшийся в лагерь, будет убит как враг; он приказал воинам написать завещания и не возвращаться без победы, или воины сами составили завещания, считая, что отправляются на верную смерть. Оставленные позиции были отбиты, но взять город всё же не удалось. Тогда Метелл прибег к иной тактике: он начал двигаться по Кельтиберии в самых разных направлениях, так что ни враги, ни подчинённые не могли понять его намерения. На соответствующий вопрос одного из своих офицеров Квинт Цецилий ответил: «Я бы сжёг и свою тунику, если бы предполагал, что она знает мои планы». Убедив всех в том, что он растерян и не знает, что делать, Метелл внезапной атакой занял Контребию и закончил таким образом завоевание Ближней Кельтиберии.
До конца года Квинт Цецилий успел разбить ареваков, застигнутых врасплох за сбором урожая, и завоевать все их равнинные территории. Сопротивление продолжали только два города — Терманция и Нуманция. В 141 году в Ближнюю Испанию прибыл новый наместник — Квинт Помпей, а Метелл вернулся в Италию, заслужив своими победами почётное прозвание Кельтиберийский.

### Последующие годы
Не позже консульства Квинта Цецилия (143 год до н. э.) сложился союз двух знатных семейств — Цецилиев Метеллов и Сервилиев Цепионов, представители которых, включая Метелла Македонского, возглавляли «аристократическую корпорацию» в сенате. Благодаря этому союзу консулами 142 года до н. э. стали брат Квинта Луций Цецилий Метелл Кальв и Квинт Фабий Максим Сервилиан (Цепион по рождению), а в 141 и 140 годах консульство получали братья Максима Сервилиана — Гней и Квинт Сервилии Цепионы.
Политическим противником Метелла был Публий Корнелий Сципион Эмилиан, вокруг которого группировались сенаторы из числа «новых людей» и часть всадничества; сторонники Сципиона тоже регулярно становились консулами в 140—130-е годы до н. э. Квинт Цецилий и Публий Корнелий до самой смерти последнего были врагами, хотя источники подчёркивают исключительно политический характер противоречий между ними. Согласно Валерию Максиму, «их разногласия, проистекавшие из соперничества в доблестях, привели к тяжёлой, ставшей широко известной вражде».
Эта вражда нашла своё выражение, в частности, в деле Луция Аврелия Котты, привлечённого Сципионом Эмилианом к суду по обвинению в вымогательстве. Квинт Цецилий защищал своего старого друга и союзника и добился его оправдания. Со своей стороны Метелл Македонский, Метелл Кальв и два Цепиона объединились против Квинта Помпея, принадлежавшего одно время к кругу Сципиона, и обвинили его во взяточничестве. Помпей тоже был оправдан; в обоих случаях источники называют причиной такого решения судей их стремление показать, что авторитет обвинителя не может влиять на результат процесса. Метелл был «рьяным недругом» Луция Фурия Фила, одного из ближайших друзей Сципиона. Когда Луций Фурий стал консулом, Квинт Цецилий упрекал его в чрезмерном желании отбыть в свою провинцию и за это был своеобразно наказан: Луций назначил его своим легатом, так что Метеллу пришлось снова ехать в Испанию (136 год до н. э.).
В 134 или 133 годах Квинт Цецилий вместе с Гнеем Сервилием Цепионом боролся с восстаниями рабов в Италии. В городе Синуэсса Метелл и Цепион уничтожили четыре тысячи рабов. Когда Тиберий Семпроний Гракх выдвинул свои законопроекты, Метелл был в числе противников народного трибуна: он упрекал Тиберия в том, что его поддерживают «самые дерзкие и нищие из простолюдинов», и произнёс речь «против Тиберия Гракха» неизвестного содержания, которая была включена Гаем Фаннием в его «Анналы».
В 131 году до н. э. Квинт Цецилий совместно с Квинтом Помпеем стал цензором. Впервые в римской истории оба цензора были избраны из числа плебеев. На этой должности Метелл постановил, что все граждане должны вступать в брак с целью рождения детей, таким образом увеличивая население Рима. Позже Октавиан Август использовал речь Метелла «Об умножении потомства» в своей демографической политике; согласно периохам к Ливию, он даже прочёл эту речь в сенате «как только что написанную». Тогда же народный трибун Гай Атиний Лабеон, обойдённый при переписи сената, потребовал сбросить Метелла со скалы, но другие народные трибуны этого не допустили. Согласно Цицерону, Гай Атиний подверг имущество своего обидчика консекрации, то есть конфискации в пользу божества, но всё ограничилось только формальной процедурой: никакого вреда Метеллу деятельность трибуна не принесла.
После цензуры Квинт Цецилий упоминается только в связи со смертью Сципиона Эмилиана (129 год до н. э.). Несмотря на старую вражду, Метелл скорбел о смерти столь выдающегося человека и приказал своим сыновьям участвовать в выносе его тела.
Квинт Цецилий Метелл Македонский умер в 115 году до н. э.

### Интеллектуальные занятия
Как многие другие знатные римляне, Квинт Цецилий с почтением относился к искусству. Он обнёс портиками без надписей два храма, впервые построенные целиком из мрамора. Перед этими храмами он установил привезённую в 146 году до н. э. из Македонии группу конных статуй, созданных Лисиппом по указанию Александра Македонского в память о всадниках, погибших в битве при Гранике.
Метелл неоднократно выступал с речами — судебными и политическими. Цицерон называет его одним из самых красноречивых людей своего времени, хотя и уступающим Сципиону Эмилиану и Гаю Лелию. Ряд речей Квинта Цецилия сохранился по крайней мере до 46 года до н. э., когда был написан трактат «Брут, или О знаменитых ораторах», а одна речь — даже до времён Октавиана Августа. До наших дней дошли только два маленьких фрагмента этой речи, приведённые Авлом Геллием, который приписывает текст (явно по ошибке) другому Квинту Цецилию Метеллу — Нумидийскому, племяннику Македонского. Оратор заявил следующее:

Если бы мы могли [обойтись] без жён, о квириты, то все мы избегали бы этой напасти, но поскольку природа так распорядилась, что и с ними не вполне удобно, и без них жить никак нельзя, то следует заботиться скорее о постоянном благе, чем о кратком удовольствии.
— Авл Геллий. Аттические ночи. IX, 6, 2.
В историографии считается, что речь Метелла может «служить образцом сухого скептического юмора и характерного для римлян умения выражать мысль в сжатой, легко запоминающейся сентенции».

## Потомки
У Квинта Цецилия было четверо сыновей, три из которых стали консулами, а четвёртый — претором ещё при жизни отца. Это были:
- Квинт Цецилий Метелл, консул 123 года до н. э., получивший агномен Балеарский;
- Луций Цецилий Метелл, консул 117 года до н. э. по прозвищу Диадемат;
- Марк Цецилий Метелл, консул 115 года до н. э.;
- Гай Цецилий Метелл, консул 113 года до н. э., получивший агномен Капрарий.

Данные о числе дочерей в источниках расходятся. Валерий Максим сообщает о трёх, Плиний Старший — о двух. Одна из Цецилий Метелл была замужем за Публием Корнелием Сципионом Назикой Серапионом, а другая — за Гаем Сервилием Ватией. Э. Бэдиан, допуская, что Плиний мог ошибиться с количеством дочерей Метелла, предположил, что третья могла быть женой Квинта Сервилия Цепиона, консула 106 года и виновника поражения при Араузионе.

## В художественной литературе
Квинт Цецилий Метелл Македонский стал одним из персонажей романа Милия Езерского «Гракхи».

### Первоисточники
1. Fasti Capitolini. Сайт «История Древнего Рима». Дата обращения: 27 октября 2015. Архивировано 16 апреля 2013 года.
2. Аврелий Виктор. О знаменитых людях // Римские историки IV века. — М.: Росспэн, 1997. — С. 179—224. — ISBN 5-86004-072-5.
3. Луций Ампелий. Памятная книжица. — СПб.: Алетейя, 2002. — 244 с. — ISBN 5-89329-470-X.
4. Луций Анней Флор. Эпитомы // Малые римские историки. — М.: Ладомир, 1996. — 99-190 с. — ISBN 5-86218-125-3.
5. Аппиан. Иберийско-римские войны // Римская история. — М.: Ладомир, 2002. — С. 50—106. — ISBN 5-86218-174-1.
6. Валерий Максим. Достопамятные деяния и изречения. — СПб.: Издательство СПбГУ, 2007. — 308 с. — ISBN 978-5-288-04267-6.
7. Валерий Максим. Достопамятные деяния и изречения. — СПб., 1772. — Т. 2. — 520 с.
8. Веллей Патеркул. Римская история // Малые римские историки. — М.: Ладомир, 1996. — С. 11—98. — ISBN 5-86218-125-3.
9. Авл Геллий. Аттические ночи. Книги 1 - 10. — СПб.: Издательский центр «Гуманитарная академия», 2007. — 480 с. — ISBN 978-5-93762-027-9.
10. Евтропий. Бревиарий римской истории. — СПб.: Алетейя, 2001. — 305 с. — ISBN 5-89329-345-2.
11. Иоанн Зонара. Epitome historiarum. — Leipzig, 1869. — Т. 2.
12. Тит Ливий. История Рима от основания города. — М.: Наука, 1994. — Т. 3. — 768 с. — ISBN 5-02-008995-8.
13. Павел Орозий. История против язычников. — СПб.: Издательство Олега Абышко, 2004. — 544 с. — ISBN 5-7435-0214-5.
14. Павсаний. Описание Эллады. — М.: Ладомир, 2002. — Т. 2. — 503 с. — ISBN 5-86218-298-5.
15. Плиний Старший. Естественная история. Дата обращения: 14 ноября 2016. Архивировано 15 июня 2018 года.
16. Плутарх. Изречения царей и полководцев // Застольные беседы. — Л.: Наука, 1990. — С. 340—388. — ISBN 5-02-027967-6.
17. Плутарх. Тиберий и Гай Гракхи // Сравнительные жизнеописания. — М.: АСТ, 2001. — Т. 3. — С. 153—192. — ISBN 5-306-00240-4.
18. Светоний. Жизнь двенадцати цезарей // Светоний. Властелины Рима. — М.: Ладомир, 1999. — С. 12—281. — ISBN 5-86218-365-5.
19. Фронтин. Военные хитрости. Сайт «ХLegio». Дата обращения: 22 ноября 2015. Архивировано 28 декабря 2019 года.
20. Цицерон. Брут // Три трактата об ораторском искусстве. — М.: Ладомир, 1994. — С. 253—328. — ISBN 5-86218-097-8.
21. Цицерон. В защиту Луция Лициния Мурены // Речи. — М.: Наука, 1993. — Т. 1. — С. 331—362. — ISBN 5-02-011168-6.
22. Цицерон. О природе богов. — СПб.: Азбука, 2015. — 448 с. — ISBN 978-5-389-09716-2.
23. Цицерон. О старости. О дружбе. Об обязанностях. — М.: Наука, 1974. — 248 с.

### Вторичные источники
1. Broughton T. Magistrates of the Roman Republic. — New York, 1951. — Vol. I. — 600 p.
2. Münzer F. Römische Adelsparteien und Adelsfamilien. — Stuttgart, 1920. — P. 437.
3. Sumner G. Orators in Cicero's Brutus: prosopography and  chronology. — Toronto: University of Toronto Press, 1973. — 197 с. — ISBN 9780802052810.
4. Wiseman T. Legendary Genealogies in Late-Republican Rome // G&R. — 1974. — № 2. — С. 153—164.
5. Бобровникова Т. Повседневная жизнь римского патриция в эпоху разрушения Карфагена. — М.: Молодая гвардия, 2001. — 493 с. — ISBN 5-235-02399-4.
6. Бэдиан Э. Цепион и Норбан (заметки о десятилетии 100—90 гг. до н. э.) // Studia Historica. — 2010. — № Х. — С. 162—207.
7. История римской литературы. — М.: Издательство АН СССР, 1959. — Т. 1. — 534 с.
8. Ковалёв С. История Рима. — М.: Полигон, 2002. — 864 с. — ISBN 5-89173-171-1.
9. Моммзен Т. История Рима. — Ростов-на-Дону: Феникс, 1997. — Т. 2. — 640 с. — ISBN 5-222-00047-8.
10. Родионов Е. Пунические войны. — СПб.: СПбГУ, 2005. — 626 с. — ISBN 5-288-03650-0.
11. Симон Г. Войны Рима в Испании. — М.: Гуманитарная академия, 2008. — 288 с. — ISBN 978-5-93762-023-1.
12. Трухина Н. Политика и политики «золотого века» Римской республики. — М.: Издательство МГУ, 1986. — 184 с.
13. Шофман А. История античной Македонии. — Казань: Издательство Казанского университета, 1960.